# Svenska Direktflyg
Die Svenska Direktflyg AB (im Markenauftritt Direktflyg) war eine schwedische virtuelle Fluggesellschaft mit Sitz in Borlänge und ist ein Tochterunternehmen der Largus Holding AB. Nach der Fusion der Aktivitäten mit Amapola Flyg besteht das Unternehmen weiterhin und wurde nicht aufgelöst.

## Geschichte
Svenska Direktflyg wurde im Jahr 2000 gegründet. Im Januar 2015 übernahm die niederländischen Regionalfluggesellschaft AIS Airlines vollständig den Flugbetrieb von Svenska Direktflyg. Das Unternehmen betreibt seither keine eigene Flotte  mehr. Seitdem wird der Flugbetrieb von AIS Airlines ausgeführt. Weiterhin arbeitet das Unternehmen mit Flexflight zusammen. Seit 2018 arbeitet das Unternehmen bei Flugbuchungen mit Amapola Flyg zusammen. Über die Webseite von Svenska Direktflyg können die Flüge von Amapola Flyg, die am 1. Juli begonnen haben, gebucht werden. Ende Juli 2019 gab die schwedischen Transportbehörde bekannt, dass alle Routen im Rahmen einer gemeinwirtschaftlichen Verpflichtung (public service obligation) an andere Fluggesellschaften gingen und somit werden die Routen ab Oktober 2019 nicht mehr von Svenska Direktflyg bzw. AIS Airlines bedient. Im Dezember 2019 wurde bekannt, dass Svenska Direktflyg seine Aktivitäten mit Amapola Flyg fusioniert.

## Ehemalige Flugziele
Folgende Destinationen wurden von Svenska Direktflyg bedient:
| Staat    | Stadt     | IATA | ICAO | Flughafen                   | Anmerkungen |
| -------- | --------- | ---- | ---- | --------------------------- | ----------- |
| Schweden | Hagfors   | HFS  | ESOH | Flugplatz Hagfors           |             |
| Schweden | Östersund | OSD  | ESNZ | Flughafen Åre Östersund     |             |
| Schweden | Stockholm | ARN  | ESSA | Flughafen Stockholm/Arlanda |             |
| Schweden | Sveg      | EVG  | ESND | Flughafen Sveg              |             |
| Schweden | Torsby    | TYF  | ESST | Flugplatz Torsby            |             |
| Schweden | Umeå      | UME  | ESNU | Flughafen Umeå              |             |

Alle Strecken wurden im Auftrag der schwedischen Transportbehörde im Rahmen einer gemeinwirtschaftlichen Verpflichtung (public service obligation) bis Oktober 2019 betrieben. Flexflight hatte die Ausschreibung über 4 Strecken im Rahmen einer gemeinwirtschaftlichen Verpflichtung gewonnen und durfte diese vom 24. Oktober 2015 bis 26. Oktober 2019 betreiben. Flexflight betrieb nun gemeinsam mit Svenska Direktflyg (Flugbuchungen über deren Webseite) bzw. AIS Airlines (Flugbetrieb) die 4 Strecken.